# Комітет державної безпеки СРСР
Коміте́т держа́вної безпе́ки СРСР (КДБ СРСР) (рос. Комитет государственной безопасности СССР, КГБ СССР) — союзно-республіканський орган державного управління у сфері забезпечення державної безпеки.
Створений в ході сталінської реорганізації 13 березня 1954 із МДБ СРСР та ряду управлінь, служб і відділів МВС СРСР як Комітет державної безпеки при Раді Міністрів СРСР. В 1978 році в ході реформи керівних партійно-державних органів перейменований в Комітет державної безпеки СРСР та підпорядкований безпосередньо Політбюро ЦК КПРС.
У систему КДБ входили органи державної безпеки, персональна охорона вищих партійних та державних посадовців, прикордонні війська та війська урядового зв'язку, органи військової контррозвідки, навчальні заклади й науково-дослідні установи. Комітет виконував завдання захисту комуністичного режиму СРСР від внутрішніх і зовнішніх політичних супротивників та опозиції, здійснював функції політичних репресій, розвідки за кордоном в інтересах уряду Радянського Союзу, а також функції політичної контррозвідки на території СРСР.
У 1978 р. Ю. В. Андропов, будучи Головою КДБ, добився підвищення статусу органів державної безпеки і виводу їх із прямого підпорядкування Ради Міністрів СРСР.
20 березня 1991 року КДБ отримав статус центрального органу державного управління СРСР, очолюваного міністром СРСР, а 22 жовтня того ж року був ліквідований..

## Цілі та завдання
Основними функціями КДБ були зовнішня розвідка, контррозвідка, оперативно-розшукова діяльність, охорона державного кордону СРСР, охорона керівників КПРС і Уряду СРСР, організація та забезпечення урядового зв'язку, а також боротьба з націоналізмом, інакомисленням і антирадянською діяльністю. Також у завдання КДБ входило забезпечення Центрального комітету КПРС (до 16 травня 1991 року) та вищих органів державної влади й управління СРСР інформацією, що стосувалася державної безпеки й оборони країни, соціально-економічного становища в Радянському Союзі та питань зовнішньополітичної і зовнішньоекономічної діяльності радянської держави та комуністичної партії.

## КДБ проти ОУН
Із самого початку свого перебування в Україні чекісти зіткнулися з національним опором. Найдовше трималися партизани Холодноярської республіки. У зв'язку з неможливістю перемогти нескорених холодноярських отаманів у ЧК розробили спеціальну операцію з їх нейтралізації та захоплення.
Далі жертвою чекістів серед українських військових і політичних лідерів став колишній Верховний Отаман УНР Симон Петлюра. 25 травня 1926 року, опівдні він був застрелений Самуїлом Шварцбардом (Шуліма Шварцбурд) у Парижі, на розі вулиці Расін та бульвару Сен-Мішель. Вбивця був виправданий судом.
1922 року співробітник одеської ЧК Дмитро Медведєв, у майбутньому командир партизанського загону «Переможці», був направлений до Румунії зі спецзавданням — вбити Нестора Махна. У місті Бендери Медведєв проник на квартиру, де представники сигуранци (румунської спецслужби) чекали «батька» для важливої розмови. Але Махно на зустріч запізнився, тому чекіст змушений був розстріляти цих співробітників.
Наступною жертвою людей із «чистими руками» був творець Організації українських націоналістів полковник Євген Коновалець (травень 1938 року).
Ось як згадував у своїй книзі «Розвідка і Кремль» «радянський Скорцені» Павло Судоплатов: «Я вручив йому подарунок, коробку цукерок (нашпиговану вибухівкою), і сказав, що мені зараз треба повертатися до судна. Йдучи, я поклав коробку на столик поруч з ним. Ми потиснули один одному руки, і я вийшов, ледве стримуючи своє бажання відразу кинутися бігти. Через кілька хвилин прогримів вибух».
До дискредитації ОУН-УПА під час війни приклався й легендарний партизанський розвідник Микола Кузнєцов, він же Микола Грачов, він же Пауль Зіберт. За що пізніше і поплатився. Після ліквідації у Рівному високопоставленого німецького офіцера він навмисно кинув на місці вбивства портмоне з документами на ім'я одного з діячів ОУН. Як наслідок, гестапо схопило й розстріляло кілька десятків бійців і командирів УПА.
З 1944 по 1950 роки, чекістам не вдалося ліквідувати УПА. І тоді МГБ звернулося до улюбленого методу більшовиків — провокації. Це підтверджує і колишній партизан-диверсант Ілля Старинов у своїй книзі «Міни сповільненої дії».

«Якби Совєти діяли тільки військовими методами, вони б не ліквідували підпілля», — переконаний останній командувач УПА Василь Кук-Коваль.
У 1947 році перший секретар ЦК компартії України М.Хрущов звернувся до Сталіна з проханням дозволити таємно ліквідувати церковну верхівку греко-католицької церкви в Ужгороді і, зокрема, архієпископа української греко-католицької церкви Ромжу, що підтримував тісні зв'язки з ОУН і Ватиканом.
Для проведення операції в Ужгороді виїхали вже відомий нам Судоплатов, міністр держбезпеки України Савченко та начальник токсикологічної лабораторії МДБ Майрановський. Він і
передав ампулу з отрутою кураре негласному співробітнику МГБ, медсестрі лікарні, де в той час лікувався Ромжа. Вона-то і зробила смертельний укол.
Людиною, який наніс українському національно-визвольному руху непоправної шкоди, є радянський суперагент Кім Філбі. З 1949 по 1951 р.р., він працював у Вашингтоні, займаючи посаду офіцера по взаємодії між SIS і ЦРУ, які проводили спільні таємні операції в Східній Європі. Це дозволяло йому інформувати радянську розвідку про всі заходи англійців і американців. Бандера організував перехід своїх кур'єрів через Польщу, призначивши керівником підпілля Зенона, який працював у польській службі безпеки, яка, в свою чергу, тісно контактувала з КДБ — так що весь зв'язок через Польщу в Україну був під контролем КДБ. Зенон видав на явну смерть близько сотні людей.
За різними оцінками, до того часу УПА налічувала у своїх лавах від 40 до 100 тисяч бійців. І командував цією армією генерал-хорунжий Роман Шухевич — «Тарас Чупринка». За словами Судоплатова, він «мав неабияку хоробрість і досвід конспіративної роботи, що дозволяло йому ще й через сім років після відходу німців займатися активною підривною діяльністю».
В операції з ліквідації Шухевича був задіяний (добровільно чи з примусу) учасник націоналістичного руху адвокат Горбовий. Як пише все той же Судоплатов, Горбовий вказав місце, де міг ховатися Шухевич. МДБ вдалося також завербувати командувача ОУН-УПА гравця львівської команди «Динамо» і захопити одну з тілоохоронців Шухевича Дарину Гусяк. З 4 на 5 березня 1950 року була проведена чекістко-військова операція, внаслідок якої вбито члена Головного Проводу ОУН — Шухевича.
Колишній генерал КДБ Олег Калугін (на питання: чи вів КДБ війну проти ОУН?): «А як же… По-перше, весь КДБ України був налаштований на цю хвилю. І, по-друге, Україна була однією з головних складових частин Радянського Союзу, і спроби відторгнути її від СРСР вважалися одним з найбільш серйозних державних злочинів. І в цьому сенсі українські націоналісти були найбільш яскравими і прямими ворогами радянської влади, і тому підлягали ліквідації. Ну і, в першу чергу, їх ватажки — провідники, як їх називали. Якщо ми, наприклад, з вірменською еміграцією „Дашнакцутюн“ (була така організація, вона, до речі, була наскрізь пронизана радянською агентурою), могли знаходити спільну мову, то з українськими націоналістами це було важкувато. Але, тим не менш, ми мали агентів і там. Вони перебували на контролі і в Москві, і в Києві. З їх допомогою знаходили антирадянськи налаштованих людей. І вони підлягали ліквідації. І ця політика ніколи не змінювалася. Можливо, стала згодом більш обережною.»

## Історія
- ВНК (1917—1922)
- ОДПУ (1923—1934)
- НКВС — НКДБ (1934—1946)
- МДБ (1946—1953)
- КДБ (1954—1991)

Діяльність НКДБ (1940—1941), МДБ (1943—1953) і КДБ (1954—1991) в країнах Балтії досліджується на вебсайті «Документи КДБ в Інтернеті», який підтримується Центром досліджень геноциду й опору мешканців Литви, Естонським фондом розслідувань злочинів проти людства і латвійським сайтом «Злочини проти людства».

## Організаційна структура
Протягом своєї історії структура КДБ СРСР багаторазово змінювалася. Наприкінці свого існування в серпні 1991 вона придбала таку остаточну форму:
- Колегія КДБ;
- Секретаріат;
- Група консультантів при Голові КДБ;
- Центр зв'язку з громадськістю;
- Спеціальний штаб;
- 1-ше Головне Управління (ПГУ) — закордонна легальна та нелегальна розвідка, «активні заходи», закордонні диверсії;
- 2-ге Головне Управління («контррозвідка») — охорона важливих об'єктів та підприємств СРСР, стеження за радянськими громадянами та іноземними журналістами, студентами, туристами; розслідування злочинів;
- 3-тє Головне Управління (військова контррозвідка) — нагляд за всіма формуваннями та підрозділами Радянської Армії (разом із Генштабом та ГРУ);
- 4-те Управління («транспортне») — контррозвідка на об'єктах транспорту;
- 5-те Головне Управління («боротьба з ідеологічними диверсіями» або так звана «п'ятка») — боротьба проти «інакодумців» — інтелігенції і вірян. 11 серпня 1989 перетворено в «Управління по захисту радянського конституційного ладу».
- 6-те Управління («економічне») — контррозвідувальне забезпечення економіки;
- 7-ме Управління (так звана «наружка» або «топтуни») — зовнішнє спостереження; оперативний пошук; нагляд за персоналом іноземних представництв у Москві
- 8-ме Головне Управління («шифрувальне») — шифрування, криптографія; безпека ліній урядового зв'язку на території СРСР; стеження за іноземними дипломатичними комунікаціями, радіоперехоплення; використання супутників зв'язку;
- 9-те Управління («охорона») — охорона та персональна безпека вищих партійно-державних діячів СРСР;
- 13-те Управління — викрадення людей та вбивства за кордоном[8];
- 15-те Головне Управління — підземні комунікації, тунелі, бункери; обслуговування атомних сховищ вищого керівництва;
- 16-те Управління — електронна розвідка;
- Головне Управління прикордонних військ — війська, оснащені артилерією, БТР, патрульними суднами, розташовані уздовж державного кордону СРСР (чисельність становила 300—400 тис. чоловік);
- Спеціальні війська КДБ — 48-ма мотострілецька дивізія та 27-ма гв. мотострілецька бригада спеціального призначення (крім того, у великих містах та столицях республік — спеціальні окремі батальйони та полки військ КДБ) та інші військові з'єднання;
- Територіальні підрозділи — в усіх республіках, краях, областях та районах були територіальні управління та підрозділи КДБ;
- Аналітичне управління;
- Слідчий відділ;
- Управління кадрів;
- Господарське управління;
- Військово-будівельне управління;
- Військово-медичне управління;
- Планово-фінансовий відділ;
- Мобілізаційний відділ;
- Юридичний відділ.

## Керівники КДБ
1. Іван Сєров (1954—1958)
2. Олександр Шелепін (1958—1961)
3. Володимир Семичасний (1961—1967)
4. Юрій Андропов (1967—1982)
5. Віталій Федорчук (1982)
6. Віктор Чебриков (1982—1988)
7. Володимир Крючков (1988—1991)
8. Леонід Шебаршин (1991)
9. Вадим Бакатін (1991)

## Колегія КДБ
Вища «керівна рада» КДБ. Введена Постановою Ради міністрів СРСР 16 вересня 1959. Головами Колегії були Голови КДБ, її членами — всі заступники голови КДБ, а також керівники основних підрозділів центрального апарату й найважливіших територіальних органів (як правило, Голови КДБ Української та Білоруської РСР і начальники Московського і Ленінградського УКДБ). Члени колегії затверджувалися ЦК КПРС і Радою Міністрів СРСР. Згідно Закону СРСР «Про органи державної безпеки в СРСР» у Колегію за посадою входили також всі Голови КДБ союзних республік, однак до вересня 1991 р. їх призначення так і не відбулися.
У вересні 1991 Колегія була перетворена в Координаційну Раду КДБ. Її головою був Голова КДБ В. В. Бакатін, заступником голови — 1-й заступник голови КДБ А. А. Алейніков, членами — керівники органів держбезпеки республік. Рада проіснувала до розпуску КДБ СРСР у грудні 1991.
Склад Колегії КДБ (кінець 1982): М. І. Єрмаков, В. М. Чебриков, В. В. Федорчук, Ю. В. Андропов, Г. К. Цинєв, Н. П. Ємохонов, В. П. Пирожков, секретар парткому КДБ А. Б. Суплатов, В. І. Алідін, В. А. Матросов, В. Я. Лежепєков, Ф. Д. Бобков, В. О. Крючков, Г. Ф. Григоренко, С. Н. Антонов, Г. Е. Агеєв, Н. А. Душин, Д. П. Носирєв.

## Керівники КДБ УРСР
1. Віталій Нікітченко (1954—1970)
2. Віталій Федорчук (1970—1982)
3. Степан Муха (1982—1987)
4. Микола Голушко (1987—1991)

## Після СРСР
У деяких республіках колишнього СРСР, що стали незалежними суверенними державами, діяльність та кадри колишнього КДБ поступово втрачають секретність. Наприклад, у Литві 2011 року на сайті kgbveikla.lt опублікований список із 238 імен резервістів КДБ СРСР, що працювали на її території. Картотека з їхніми справами збереглася в особливому архіві Литви, про що повідомив Литовський центр геноциду жителів і опору. Зокрема, у повідомленні центру сказано:
…У картках вказані особові дані, військові звання, національність, партійна приналежність, освіта, номер наказу КДБ ЛССР і дата, коли особа було зарахована до резерву КДБ, номер справи військового з резерву КДБ
.

## Символи відзнаки

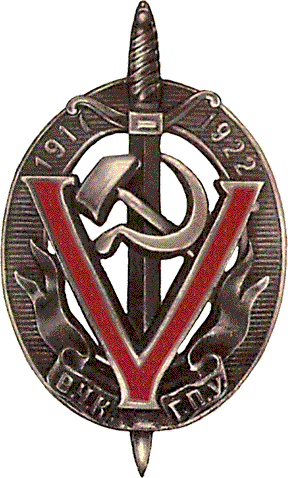
Знак «Почетного работника ВЧК-ГПУ» V годовщины» (1923)
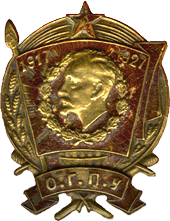
Ювілейний Знак «10 лет органам ВЧК-ОГПУ» (1927)
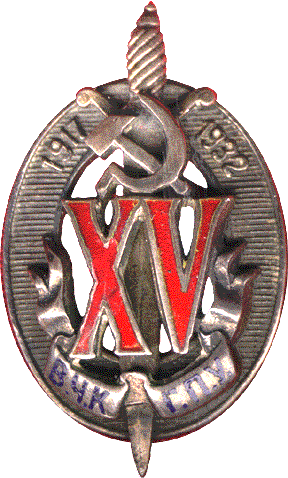
Знак «Почетного работника ВЧК-ГПУ» XV годовщины» (1932)
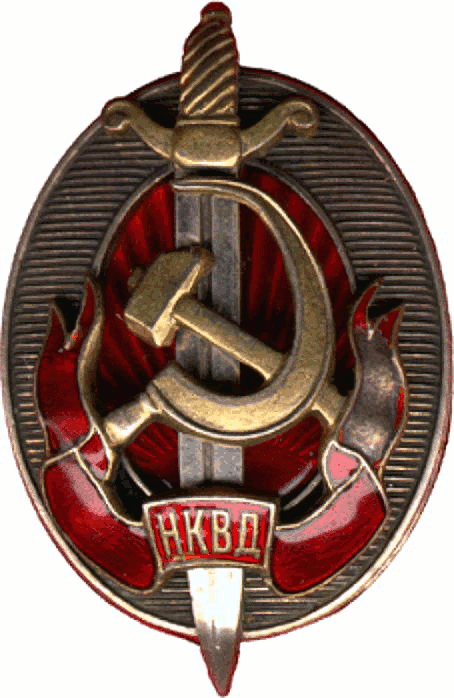
Знак «Заслуженного работника НКВД» (1940)
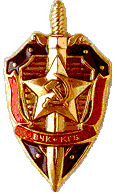
Знак ВЧК-КДБ
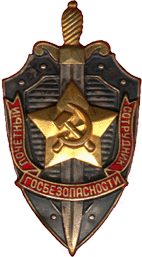
«Почётный Знак сотрудника безопасности» (1957)
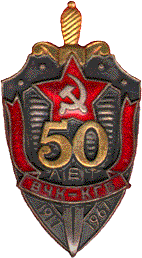
Ювілейний Знак «50 лет органам ВЧК-КГБ» (1967)
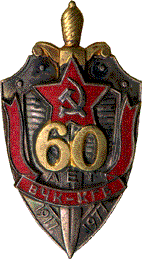
Ювілейний Знак «60 лет органам ВЧК-КГБ» (1977)
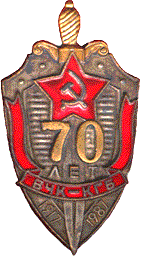
Ювілейний Знак «70 лет органам ВЧК-КГБ» (1987)
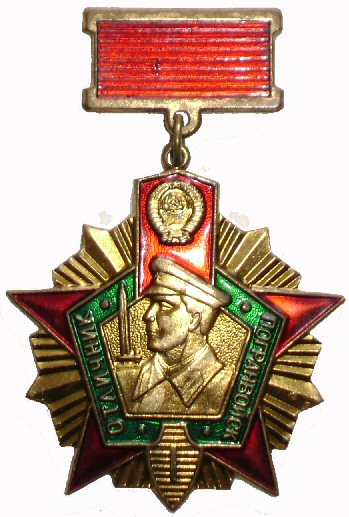
Медаль «Отличник погранвойск» I ступеня. Наказ № 53 КДБ при РМ СРСР від 8 квітня 1969 р.
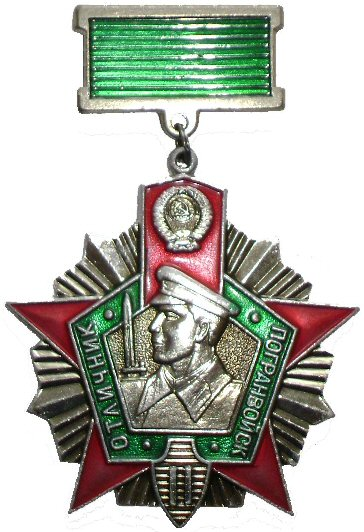
Медаль «Отличник погранвойск» II ступеня. Наказ № 53 КДБ при РМ СРСР від 8 квітня 1969 р.